# Тырминское сельское поселение
Тырминское се́льское поселе́ние — муниципальное образование в Верхнебуреинском районе Хабаровского края России. 
Административный центр — посёлок Тырма.

## История
С 2004 до 2012 года муниципальное образование имело статус городского поселения.
В 2012 году в связи с изменением статуса Тырмы с посёлка городского типа (рабочего посёлка) на посёлок сельского типа, муниципальное образование было также преобразовано.

## Население
| 2010  | 2011  | 2012  | 2013  | 2014  | 2015  | 2016  |
| ----- | ----- | ----- | ----- | ----- | ----- | ----- |
| 2176  | ↘2172 | ↘2100 | ↘2053 | ↘1979 | ↗1985 | ↘1969 |
| 2017  | 2018  | 2019  | 2020  | 2021  |       |       |
| ↘1924 | ↘1863 | ↘1751 | ↘1737 | ↘1616 |       |       |

## Населённые пункты
В состав поселения входят 6 населённых пунктов:
| № | Населённый пункт | Тип             | Население |
| - | ---------------- | --------------- | --------- |
| 1 | Зимовье          | посёлок станции | ↘30       |
| 2 | Таланджа         | посёлок станции | ↘46       |
| 3 | Таракелок        | посёлок станции | ↘0        |
| 4 | Тырма            | посёлок         | ↘1498     |
| 5 | Эхилкан          | посёлок станции | ↘42       |
| 6 | 142 км           | казарма         | ↘0        |

До июля 2011 года включало в себя также сельские населённые пункты: казармы 146 км, 156 км и 180 км, ныне упразднённые.